# NGC 2746
NGC 2746 este o infrared source⁠(d) situată în constelația Linxul. A fost descoperită în 10 martie 1790 de către William Herschel. Se află la o distanță de 100,58 megaparseci de Pământ.